# Port liber
Un port liber (sau porto franco) este un port aflat într-o zonă economică liberă, cu o jurisdicție mai relaxată comparativ cu țara în care este localizat. Aceasta înseamnă, în mod normal, să fie scutit de taxe vamale sau să aibă un regim vamal special cu reglementări vamale favorabile. La început, unele porturi se bucurau și de autonomie politică.
Multe aeroporturi internaționale au porturi libere.

## Porturi libere și zone libere după țară

### Bahrain
- Manama

### Bermude
- Portul liber Hamilton Harbour, Hamilton, Bermuda

### Croația
- Rijeka, 1723

### Danemarca
- Portul liber Copenhaga (Københavens Frihavn)

### Georgia
- Ajaria republica autonomă
  - Batumi, 1878-1886 (pe atunci în Imperiul Rus)

### Germania
- Portul liber Hamburg (Freihafen Hamburg)
- Portul liber Bremen (Freihafen Bremen)
- Portul liber Bremerhaven (Freihafen Bremerhaven)
- Portul liber Emden (Freihafen Emden)
- Portul liber Kiel (Freihafen Kiel)
- Portul liber Cuxhaven (Freihafen Cuxhaven)
- Portul liber Deggendorf (Freihafen Deggendorf)
- Portul liber Duisburg (Freihafen Duisburg)

### Grecia
- Zona liberă Pireu
- Zona liberă Salonic
- Zona liberă Iraklion

### Hong Kong, China
- Hong Kong

### Iran
- Qeshm
- Chabahar

### Irlanda
- Portul liber Ringaskiddy
- Zona liberă Shannon

### Italia
- Livorno, 1675-1860
- Zona liberă Trieste (Punto franco di Trieste)
- Zona liberă Veneția (Punto franco di Venezia)

### Filipine
- Fosta bază navală a Statelor Unite, Subic Bay

### Finlanda
- Zona liberă Lappeenranta (Lappeenrannan Vapaaalue)
- Portul liber Hangon (Hangon Vapaasatama)

### Franța
- Zona liberă Verdon - Portul Bordeaux (Zone franche du Verdon — Port de Bordeaux)

### Japonia
- Nagasaki
- Niigata

### Letonia
- Portul liber Riga
- Portul liber Ventspils

### Macao, China
- Macao (Ka-Ho)

### Malaezia
- Penang

### Marea Britanie
- Zona liberă Liverpool
- Zona liberă Prestwick
- Aeroportul Ronaldsway (Ballasala, Insula Man)
- Zona liberă Southampton
- Zona liberă Tilbury
- Portul liber Sheerness
- Zona liberă Humberside

### Panama
- Colón

### Portugalia
- Zona liberă Madeira - Caniçal (Zona franca da Madeira - Caniçal)

### România
- Portul liber Constanța

### Rusia
- Batumi, 1878-1886 (pe atunci în Imperiul Rus)
- Nahodka
- Odessa
  - 1819-1858 (pe atunci în Imperiul Rus)
- Vladivostok, 1861-1909

### Spania
- Zona liberă Barcelona (Zona franca de Barcelona)
- Zona liberă Cádiz (Zona franca de Cádiz)
- Zona liberă Vigo (Zona franca de Vigo)
- Zona liberă Las Palmas de Gran Canaria (Zona franca de Las Palmas de Gran Canaria)
- (Ceuta și Melilla nu sunt porturi libere și nici zone libere deoarece sunt parte a Spaniei dar nu sunt parte a Uniunii Vamale Europene

### Suedia
- Marstrand, secolul al XVII-lea
- Saint Barthélemy, 1785-1878

### Ucraina
- Odesa
  - 1819-1858 (pe atunci în Imperiul Rus)
  - Portul comercial Odesa, 1 ianuarie 2000, pentru 25 de ani